# Donja Greda
Donja Greda – wieś w Chorwacji, w żupanii zagrzebskiej, w gminie Rugvica. W 2011 roku liczyła 117 mieszkańców.